# Rainulf Trincanocte
Rainulf II, surnommé Trincanocte (« Trinquenuit ») ou Drincanocte, fut le quatrième comte d'Aversa (1045-1048), cousin de son prédécesseur immédiat Asclettin et neveu de Rainulf Drengot, fondateur vers 1030 du comté d'Aversa, premier établissement permanent des Normands en Italie.
La mort prématurée d'Asclettin provoqua une crise de succession : Guaimar IV de Salerne, en tant que suzerain d'Aversa, tenta d'imposer son candidat (Rodolphe Cappellus) aux Normands, mais ceux-ci lui préférèrent Trincanocte, également soutenu par Guaimar.
L'empereur Henri III convoqua la conférence de Capoue le 3 février 1047, qui réunit Trincanocte, Pandulf IV de Capoue et Guaimar, et à l'issue de laquelle Pandolf fut rétabli dans ses fonctions princières, tandis que le domaine de Guaimar était démembré. Les titres féodaux de Rainulf et de Drogo de Hauteville, comte de Pouille, furent confirmés par Henri III dont ils devinrent les vassaux. 
Trincanocte mourut quelques mois plus tard, laissant le comté à son fils Herman sous la régence de Guillaume Bellebouche, puis de Richard Quarrel (dit aussi Richard Drengot), que Trincanocte  avait initialement rejeté, voyant en lui un rival dangereux. Le sort d'Herman reste obscur, mais il est certain que Richard devint le cinquième comte d'Aversa dès 1049.